# 산지원숭이얼굴박쥐
산지원숭이얼굴박쥐(Pteralopex pulchra)는 큰박쥐과에 속하는 박쥐의 일종이다. 솔로몬 제도의 토착종이다. 멸종위급종으로 분류되고 있다.